# Taizé (Deux-Sèvres)
Taizé település Franciaországban, Deux-Sèvres megyében. Lakosainak száma 758 fő (2018. január 1.). Taizé Saint-Léger-de-Montbrun, Luzay, Missé, Oiron, Saint-Généroux és Saint-Varent községekkel határos.

## Népesség
A település népessége az elmúlt években az alábbi módon változott:
| Lakosok száma | 768  | 766  | 789  | 760  | 758  |
|               | 2013 | 2015 | 2016 | 2017 | 2018 |